# Wałentyn Krawczuk
Wałentyn Iwanowycz Krawczuk (ukr. Валентин Іванович Кравчук; ros. Валентин Иванович Кравчук, Walentin Iwanowicz Krawczuk; ur. 12 kwietnia 1944 we wsi Łozowyki, zm. 12 stycznia 2003 w Kijowie) – ukraiński wioślarz reprezentujący ZSRR, brązowy medalista olimpijski.

## Kariera
Wystartował na igrzyskach olimpijskich w Meksyku w 1968, gdzie reprezentanci ZSRR zajęli trzecie miejsce w ósemkach. W wyścigu finałowym Zigmas Jukna, Antanas Bagdonavičius, Wołodymyr Sterlik, Juozas Jagelavičius, Aleksandr Martyszkin, Vytautas Briedis, Wałentyn Krawczuk, Wiktor Suslin i Jurij Łoriencson uplasowali się 2,11 sekundy za osadą RFN i 1,13 sekundy za osadą Australii. Był to jego jedyny start olimpijski.
Kształcił się na Kijowskim Narodowym Uniwersytecie Handlu i Ekonomii. W 1968 był też mistrzem ZSRR w czwórce ze sternikiem.